# Verena Bahlsen
Verena Bahlsen (* 30. Januar 1993) ist eine deutsche Unternehmerin und Anteilseignerin von Bahlsen. Seit 2018 ist sie aktive Gesellschafterin des Backwarenunternehmens.

## Leben
Verena Bahlsen ist Urenkelin des Bahlsen-Gründers Hermann Bahlsen. Ihre Eltern sind Werner Michael Bahlsen und Susanne Bahlsen.
Verena Bahlsen legte ihr Abitur in Hannover ab und studierte Kommunikation und Management in London und New York, brach das Studium jedoch ohne Abschluss ab. Als 20-Jährige erhielt sie wie ihre drei Geschwister knapp ein Viertel der Anteile des Familienunternehmens. Es gibt eine komplexe Nachfolgeregel für das Unternehmen; damit sollen Probleme bei Generationswechseln vermieden werden.
Von 2015 bis 2020 war sie Geschäftsführerin des Unternehmens Stupidly Simple; das Unternehmen war eine 100-%-Tochter der Bahlsen GmbH & Co. KG und betrieb von Mitte 2017 bis Mitte 2020 das Berliner Restaurant Hermann’s; dann wurde das Restaurant geschlossen und das Startup in das Gesamtunternehmen eingegliedert. 2022 war sie Teil eines vierköpfigen Management-Teams, das das Gesamtunternehmen leitete; aufgrund einer Umstrukturierung trat sie Ende 2022 als Teil der Geschäftsführung zurück. Ihr Nachfolger ist Alexander Kühnen.
Im Juni 2023 kündigte sie an, künftig mit einem neuen Team Marken für andere Unternehmen entwickeln zu wollen.
Bahlsen lebt in Berlin.

## Medienauftritte und Folgen
Im Hinblick auf kapitalismuskritische Äußerungen von Kevin Kühnert (SPD) sagte Verena Bahlsen im Mai 2019 in einer öffentlichen Rede im Beisein Kühnerts: „Ich bin Kapitalist. Ich will Geld verdienen und mir Segeljachten kaufen von meinen Dividenden und sowas“. Für diese Aussage wurde sie heftig kritisiert. Auf Hinweise von Kritikern, dass das Bahlsen-Unternehmen einen erheblichen Teil seiner Einnahmen zur Zeit des Zweiten Weltkriegs erwirtschaftete, während der rund 200 polnische Zwangsarbeiterinnen im Unternehmen beschäftigt wurden, entgegnete Bahlsen: „Das war vor meiner Zeit und wir haben die Zwangsarbeiter genauso bezahlt wie die Deutschen und sie gut behandelt“. Nach dieser Aussage sah sich Bahlsen noch heftigerer Kritik ausgesetzt. Infolgedessen erklärte sie über die Bahlsen-Internetseite, dass ihr die „unbedachten Äußerungen“ leid täten. Sie bezeichnete sie als „Fehler“ und entschuldigte sich bei denen, deren Gefühle sie verletzt habe.
Infolge der Äußerungen Verena Bahlsens wurde die Unternehmensgeschichte vom Nachrichtenmagazin Der Spiegel näher untersucht. Diese Recherchen förderten eine noch tiefere Verstrickung des Unternehmens in das Nazi-Regime zu Tage als bislang bekannt. So waren die damaligen Unternehmensleiter Hans, Werner und Klaus Bahlsen allesamt Mitglieder der NSDAP und förderten die SS.
Im Zuge von Recherchen der Wochenzeitung Die Zeit stellte sich heraus, dass die Aussage Verena Bahlsens über die Höhe der Zwangsarbeiterinnen-Entlohnung nicht den Tatsachen entspricht. Der zu damaliger Zeit übliche durchschnittliche Bruttowochenlohn eines deutschen Arbeiters betrug 44 Reichsmark. Den Bahlsen-Zwangsarbeiterinnen wurden laut Auswertung von Bahlsen-Lohnkarten jedoch lediglich fünf bis zehn Reichsmark pro Woche ausgezahlt.